# Маунт Вернон (Кентаки)
Маунт Вернон (енгл. Mount Vernon) град је у америчкој савезној држави Кентаки.

## Демографија
По попису из 2010. године број становника је 2.477, што је 115 (-4,4%) становника мање него 2000. године.
| Група             | 2000.         | 2010.         |
| Белци             | 2.543 (98,1%) | 2.430 (98,1%) |
| Афроамериканци    | 17 (0,7%)     | 7 (0,3%)      |
| Азијати           | 4 (0,2%)      | 0 (0,0%)      |
| Хиспаноамериканци | 10 (0,4%)     | 16 (0,6%)     |
| Укупно            | 2.592         | 2.477         |